# イザヴェル
イザヴェル（古ノルド語: Iðavöllr、英語: Idavoll、ドイツ語: Idafeld、イザヴォル、イザヴォッル、イダヴェル、イーダフェルトとも）は、北欧神話に登場する、アースガルズがつくられる場所である。
『古エッダ』の『巫女の予言』第7節には、アース神族がイザヴェルに集まり、祭壇と神殿を築き、鍛冶場で黄金を鍛えてさまざまな道具を作る様子が描写されている。
『巫女の予言』および『スノッリのエッダ』第一部『ギュルヴィたぶらかし』第53章では、ラグナロクを生き延びたアース神族がイザヴェルに集まり、ヨルムンガンドやラグナロク、死んだオーディンらを懐かしむ。また神々の使った黄金製の将棋を草の中に見つける。そしてギムレーと呼ばれる場所から新しい時代が始まる。
「Iðavöllr」の意味は、ドイツの研究者ミュレンホフは「休みない活動の場」、オランダの研究者デ・フリースは「輝く野」だとしている 。